# Lactarius sanguifluus
Lactarius sanguifluus, conhecido como sancha em Portugal, é um fungo que pertence ao gênero de cogumelos Lactarius da família Russulaceae. Forma corpos de frutificação com chapéus convexos, com uma depressão central, e que atingem 7,5 cm de diâmetro. A sua superfície é lisa e cor rosa a alaranjado, com algumas manchas cinzas. Na face inferior, existem lamelas vinhosas que se ligam a um tronco cilíndrico, rosa-pálido e com até 2 cm de espessura. A carne pode ter consistência firme a frágil, e não tem qualquer odor significativo.
A espécie foi descrita cientificamente pela primeira vez em 1811, e recebeu seu nome atual em 1838, numa obra do micologista sueco Elias Magnus Fries. O epíteto específico sanguifluus é derivado das palavras latinas sanguis (sangue) e fluus (fluente), uma referência à cor do látex que escorre quando o cogumelo é danificado. Uma outra espécie bastante parecida, Lactarius vinosus, foi por algum tempo considerada uma variedade de L. sanguifluus, mas análises morfológicas e moleculares confirmaram que são espécies distintas.
Assim como todas as espécies de seu gênero, L. sanguifluus forma micorrizas, uma relação simbiótica mutuamente benéfica com certos tipos de árvores, que garante nutrientes para ambos. Os cogumelos estão bastante associados com pinheiros e se desenvolvem sobre solos calcários. Podem ser encontrados na natureza em vários países da Europa, Ásia e norte da África. É um cogumelo comestível e bastante apreciado como ingrediente culinário, podendo ser consumido grelhado ou frito na manteiga. Os corpos de frutificação podem bioacumular metais pesados tóxicos. Por esta razão, a ingestão de cogumelos colhidos em áreas potencialmente contaminadas não é recomendada.

## Taxonomia
O fungo foi originalmente descrito pelo micologista francês Jean-Jacques Paulet em 1811, sendo batizado na época como Hypophyllum sanguifluum. Seu nome atual foi dado por Elias Magnus Fries, quando transferiu a espécie para o gênero Lactarius em seu trabalho de 1838 Epicrisis Systematis Mycologici. Em 1892, Otto Kuntze colocou-a nos Lactifluus, um gênero que até 2010 era considerado sinônimo de Lactarius. Por considerarem que a ilustração do espécime-tipo feita por Paulet em 1811 não representava a morfologia típica dos corpos de frutificação, Jorinde Nuytinck e Annemieke Verbeken designaram um epítipo em 2005.
Giovanni Pacioni e Giorgio Lalli descreveram as formas roseus e vinosus na Itália, em 2003; roseus tem um chapéu de coloração branco-acinzentada, enquanto a forma vinosus tem um píleo com faixas concêntricas menos evidentes sem tons de verde, além de lamelas com um brilho lilás-rosado. No entanto, a forma vinosus, originalmente descrita por Lucien Quélet em 1881 como uma variedade (Lactarius sanguifluus var. vinosus), foi invalidada, porque o basônimo de Quélet era um sinônimo nomenclatural ilegítimo de uma espécie nomeada em 1855 por Jean-Baptiste Barla. Mais tarde, os especialistas não concordaram com a delimitação dessas formas como táxons distintos, sugerindo que as alternâncias na aparência representavam, na verdade, variações morfológicas normais provocadas por diferenças de idade e fatores ambientais, tais como níveis de luz solar e umidade. Lactarius vinosus foi por algum tempo considerada uma variedade de L. sanguifluus, mas a análise morfológica (de caracteres macroscópicos e especialmente de ornamentação de esporos) e evidências moleculares (com base no sequenciamento de espaçadores internos transcritos) confirmaram que são espécies distintas.
Lactarius sanguifluus está classificado na seção Dapetes do gênero Lactarius. Esta seção, que inclui outras espécies populares comestíveis como L. deliciosus e L. deterrimus, é caracterizada por cogumelos produtores de látex laranja ou vermelho que muitas vezes mancham a carne e as lamelas com uma coloração esverdeada. Têm ainda um píleo viscoso e se associam a coníferas. O epíteto específico é derivado das palavras latinas sanguis (sangue) e fluus (fluente). Em Portugal, o cogumelo é conhecido popularmente com o nome de sancha; e na Espanha, onde é apreciado como uma iguaria na culinária catalã, é chamado de níscalo ou rovello. Já nos países de língua inglesa tem o nome vulgar de bloody milkcap.

## Descrição

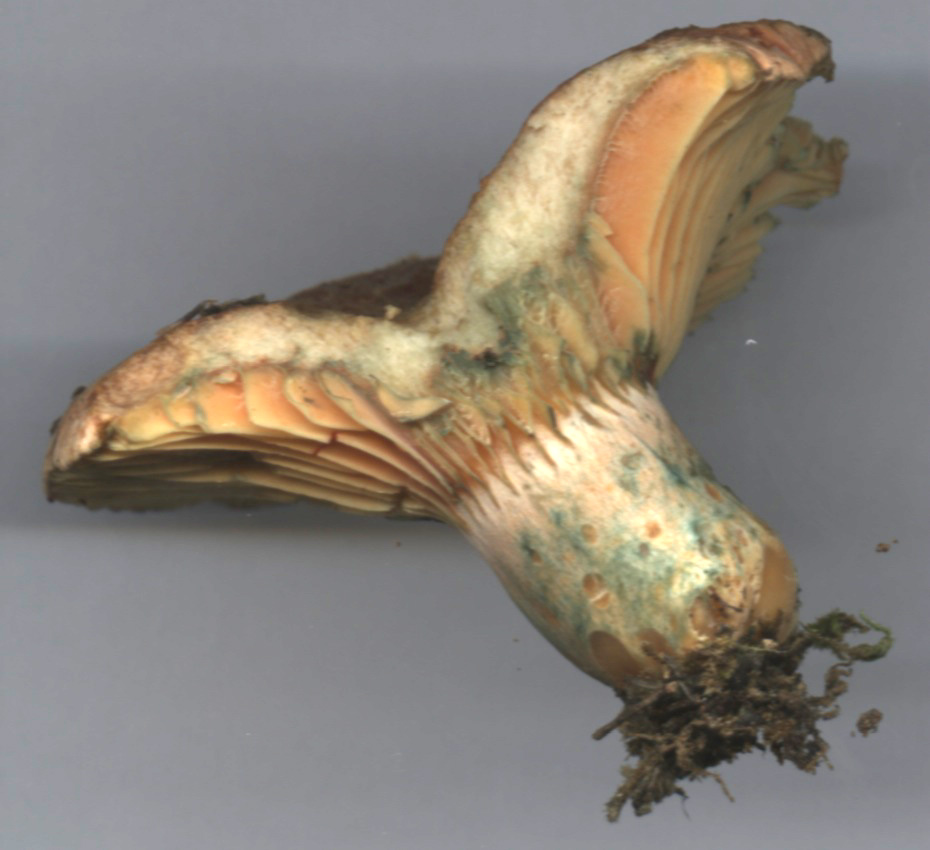
Corte longitudinal mostrando as lamelas e sua fixação à estipe.

Os corpos de frutificação de L. sanguifluus têm píleos convexos com uma depressão central, atingindo um diâmetro de 4 a 7,5 centímetros. A superfície do chapéu é lisa e pegajosa, e as margens são curvadas para baixo, mesmo quando o cogumelo amadurece. Sua cor é rosa-lustre a alaranjada, às vezes com manchas cinza-pálido ou cinza-esverdeado, especialmente onde a superfície foi danificada. As lamelas, pouco apinhadas, se ligam de forma adnata a ligeiramente decorrente na estipe. Elas têm um coloração vinhosa-pálida com uma borda rosa-amarelada também pálida. O tronco cilíndrico mede 2 a 3,5 cm de comprimento por 1 a 2 cm de espessura. Sua superfície é lisa e de cor rosa-pálido a pálido-acinzentado, às vezes com pontos irregulares acastanhados. A carne varia de consistência firme a frágil: na estipe ela é macia e rosa pálido, enquanto que sob a cutícula do chapéu tem cor de tijolo, ou vermelho-acastanhado logo acima das lamelas. Seu sabor varia de suave a levemente amargo, e não tem qualquer odor significativo.
Os esporos desta espécie são aproximadamente esféricos a elipsoidais, medindo 7,9 a 9,5 por 8,0 a 8,8 micrômetros (µm) em suas maiores dimensões. Eles apresentam ornamentações de superfície de até 0,8 µm de altura e um retículo quase completo, compreendendo cumes amplos e arredondados. Os basídios (as células portadoras de esporos) são um tanto cilíndricos, têm quatro esporos cada e medem 50 a 70 por 9 a 11 µm. A cutícula do píleo é uma ixocútis (feita de hifas gelatinosas que correm paralelas à superfície do chapéu) de até 60 µm de espessura, com hifas de 2 a 6 µm largura e que geralmente são ramificadas e entrelaçadas.

### Espécies semelhantes
Lactarius vinosus, antes considerada uma variedade de L. sanguifluus, é bastante semelhante na aparência. Em geral, L. vinosus pode ser distinguido pela cor mais vináceo-avermelhada (falta tons alaranjados) do chapéu, da estipe e das lamelas; além de ter o tronco mais adelgaçado na porção inferior e pelo fato do látex manchar mais intensamente o píleo. As duas espécies podem também ser diferenciadas microscopicamente pela variedade na ornamentação da superfície dos esporos. L. vinosus tem esporos com superfície menos completamente reticulada, com sulcos que têm um maior grau de variação de espessura. Outro sósia é o L. semisanguifluus, que possui um característico látex cor de laranja que muda para um tom de vinho tinto 5 a 10 minutos depois de exposto ao ar. Comparado com L. sanguifluus, os corpos de frutificação de L. semisanguifluus são menores, têm áreas tingidas de violeta no chapéu, e desenvolvem uma coloração esverdeada com o passar do tempo.

## Habitat e distribuição

Distribuição do L.sanguifluus no continente europeu (países em verde).

Como todas as espécies do gênero Lactarius, L. sanguifluus é, ecologicamente, um fungo micorrízico, formando portanto uma associação simbiótica mutuamente benéfica com várias espécies de plantas. As ectomicorrizas garantem ao cogumelo compostos orgânicos importantes para a sua sobrevivência oriundos da fotossíntese do vegetal; em troca, a planta é beneficiada por um aumento da absorção de água e nutrientes graças às hifas do fungo. A existência dessa relação é um requisito fundamental para a sobrevivência e crescimento adequado de certas espécies de árvores, como alguns tipos de coníferas. No caso do L. sanguifluus, os corpos de frutificação geralmente se desenvolvem sobre solos calcários em associação com pinheiros. Ecologicamente, além dessa relação simbiótica benéfica com os vegetais, a espécie pode sofrer com o parasitismo do fungo Hypomyces lateritius.
O cogumelo está amplamente distribuído no estado de Himachal Pradesh, na Índia, onde constatou-se crescer em florestas mistas de coníferas, geralmente sob a samambaia Onychium contiguum. É bastante comum no sul da Europa onde frutifica entre os meses de setembro e novembro (estendendo-se até dezembro nas regiões mais meridionais do continente). Nos Países Baixos, ele foi encontrado em dunas calcárias, crescendo em lugares quentes, ensolarados e protegidos à beira de um bosque dominado por espécies de pinheiros. Ainda na Europa, também foi registrada sua ocorrência na Bélgica, Estônia, Grécia, França, Alemanha, Itália, Luxemburgo, Polônia, Rússia, Espanha, Eslováquia, Suécia, e Suíça. Na África, a espécie foi coletada no Marrocos; na Ásia, ocorre também no Vietnã e na China. O fungo está presente na lista regional das espécies ameaçadas da Ucrânia, e apareceu em um projeto de lista semelhante para a Espanha, como uma espécie comestível ameaçada, considerada vulnerável devido à coleta comercial descontrolada. Uma reportagem de jornal, datada de setembro de 1998, relatou que 82,5 kg de cogumelos L. sanguifluus, colhidos na comuna francesa de Poligny, foram apreendidos em uma van.

## Comestibilidade

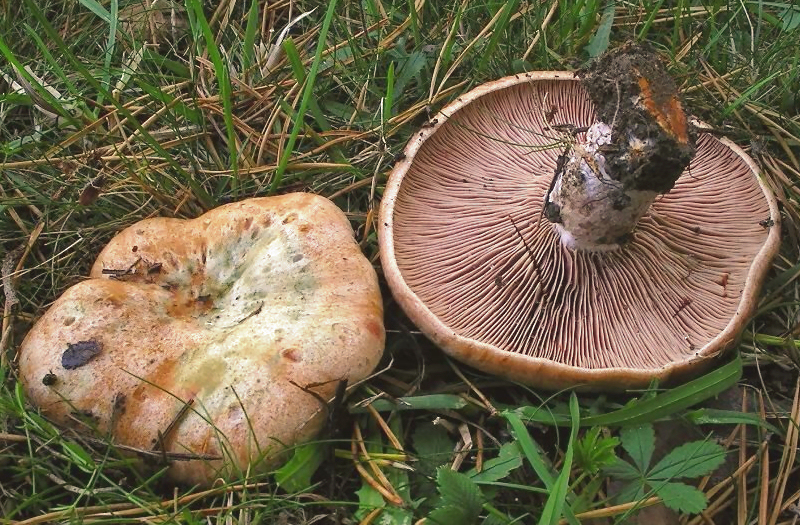
Em solos contaminados, o cogumelo pode bioacumular metais pesados a níveis tóxicos.

Os corpos de frutificação de Lactarius sanguifluus são comestíveis. Esta característica já havia sido relatada por Paulet em sua descrição original da espécie, onde escreveu: "Este fungo é altamente valorizado para consumo por aqueles que estão familiarizados com ele, ele mantém-se conservado: eu os guardava para o ano inteiro, endurece sem estragar, e então fica com o gosto típico de cogumelo. A melhor maneira de comer é cozinhá-lo na frigideira ou na grelha com óleo ou manteiga, e sal: ele não leva muito tempo para cozinhar". Os cogumelos são vendidos em mercados rurais na França, Espanha, Turquia, e na província de Yunnan, na China. Eles também são coletados por moradores no alto vale do rio Serchio na região central da Itália. Na Índia, os espécimes jovens são consumidos juntamente com L. deliciosus; e há quem considere que L. sanguifluus tem um sabor melhor que o seu "primo" mais conhecido.
Os corpos de frutificação podem bioacumular metais pesados, incluindo alguns tóxicos para o ser humano, a partir de solos contaminados. Por esta razão, o consumo de cogumelos colhidos em locais potencialmente contaminados - como próximo de estradas sujeitas a tráfego pesado - não é recomendado. Em um estudo turco de várias espécies de cogumelos comestíveis coletados de gramados, perto de estradas, e no interior de florestas, os corpos de frutificação de L. sanguifluus apresentaram acúmulo de altos níveis de zinco, manganês, níquel, cobalto, cádmio e chumbo.

## Compostos bioativos
Lactarius sanguifluus contém uma mistura de esteróis. O esterol predominante é o ergosterol (56,6% do total de esteróis), com menores quantidades de derivados de ergosterol, incluindo ergost-7-en-3β-ol, ergosta-7,22-dien-3β-ol, e ergosta-5,7-dien-3β-ol. O látex contém pigmentos sesquiterpenos com esqueletos guaianos; que incluem os compostos de nomes comuns lactaroviolin e sangol. Acredita-se que alguns destes produtos químicos sofrem conversões enzimáticas quando o corpo de frutificação é danificado. Os extratos dos cogumelos têm exibido alguma atividade antimicrobiana contra bactérias Gram-positivas e Gram-negativas.